# Хоніара (аеропорт)
09°25′40.8″ пд. ш. 160°03′17.24″ сх. д. / 9.428000° пд. ш. 160.0547889° сх. д.
Міжнародний аеропорт Хоніара (IATA:HIR, ICAO:AGGH) (до листопаду 2003 року мав назву «Аеропорт Гендерсон-Філд») — комерційний аеропорт, розташований на острові Гуадалканал, Соломонові Острови, у восьми кілометрах від столиці країни, міста Хоніара. Є єдиним міжнародним аеропортом Соломонових Островів.

## Історія
Під час Другої світової війни Аеропорт Гендерсон-Філд відігравав важливу роль у забезпеченні військових дій в Гуадалканальской кампанії і деякий час перебував у центрі битви за Гендерсон-Філд.
Сили союзників, в основному США, висадились на Гуадалканалі 7 серпня 1942 року і захопили летовище, що будувалося японськими військовими. Декілька подальших спроб Імператорської армії і флоту Японської імперії відбити летовище, включаючи перекидання підкріплень на Гуадалканал транспортами, виявилися невдалими.
Аеропорт отримав свою назву на честь командира «VMSB-241» Корпусу морської піхоти США майора Лофтона Гендерсона, який першим привів свою ескадрилью в битві за Мідвей і першим загинув у ході бою, що зав'язався.
Летовище було покинуто після Другої світової війни, але знову відкрите у 1969 році як модернізований цивільний аеропорт. Наприкінці 1970 року буда подовжена і розширена злітно-посадкової смуга, щоб забезпечити зліт і посадки сучасним літакам. Вежа аеропорту побудована ще у 1943 році, діє й тепер.

## Авіалінії та напрямки
Аеропорт може приймати літаки Boeing 737. У аеропорту є один термінал.

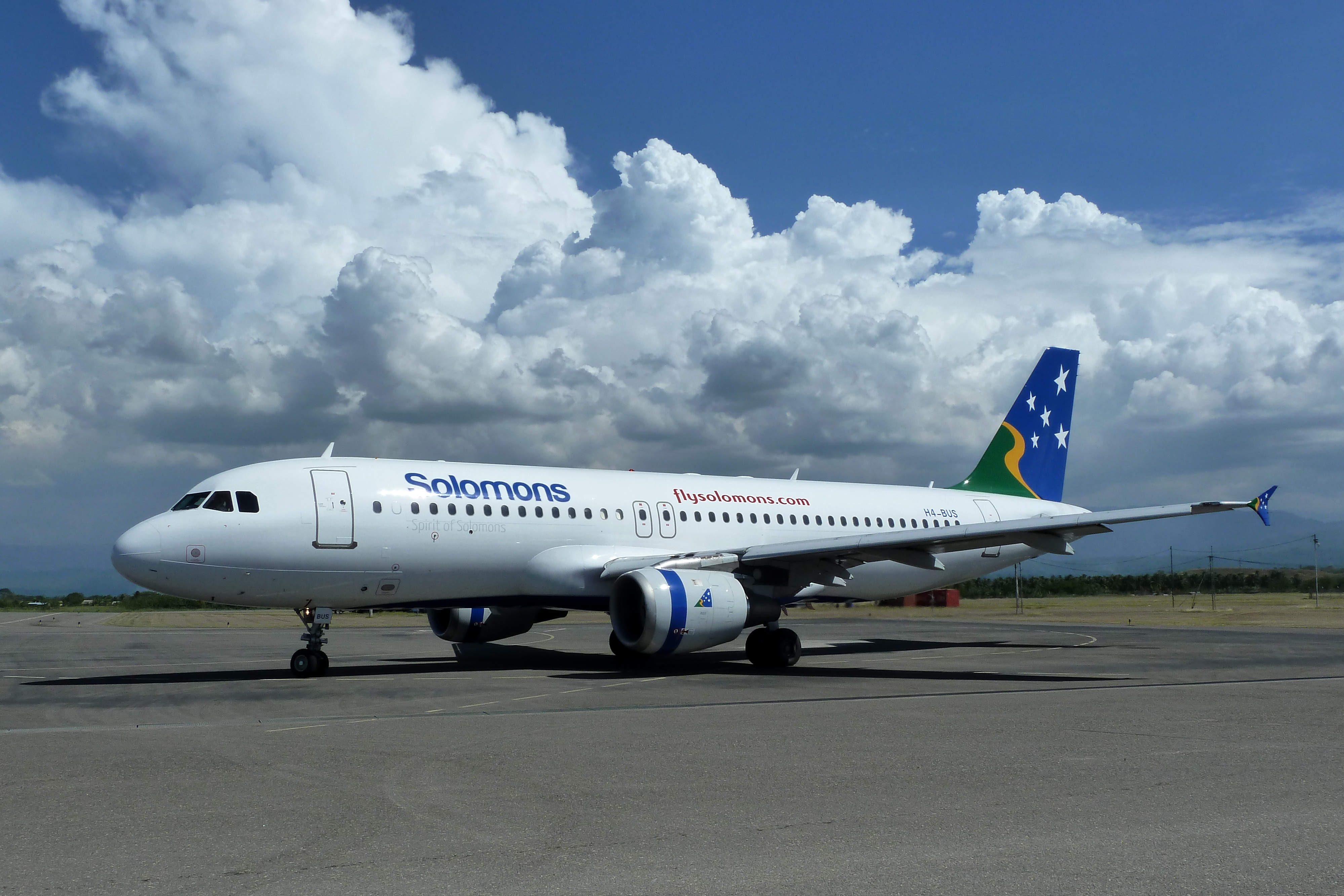
Літак «Airbus» A320-211 авікомпанії «Solomon Airlines» в Хоніара, 2012 рік

| Авіакомпанія                                | Пункт призначення |
| ------------------------------------------- | --- |
| Air Niugini                                 | Наді, Порт-Морсбі |
| Air Pacific                                 | Наді, Порт-Віла |
| Fiji Airways                                | Наді, Порт-Віла |
| Air Vanuatu                                 | Порт-Віла |
| Our Airline                                 | Брисбен, Науру, Тарава |
| Solomon Airlines                            | Афутара, Арона, Атоіфі, Аукі, Авуаву, Баллалае, Батуна, Беллона, Шуазель Бей, Фера, Гатокае, Гізо, Джаджао, Кагау, Кіракира, Марау, Моно, Мунда, Рамата, Реннелл, Санта-Ана, Санта-Круз, Сегьє, Суаванао, Яндіна |
| Solomon Airlines виконує Strategic Airlines | Брисбен |
| Solomon Airlines виконує Air Pacific        | Порт-Вила |
| Solomon Airlines виконує Air Niugini        | Наді |
| Virgin Blue виконує Pacific Blue            | Брисбен, Сідней |